# وينستون موس
وينستون موس (بالإنجليزية: Winston Moss)‏ هو لاعب كرة قدم أمريكية أمريكي، ولد في 24 ديسمبر 1965 في ميامي في الولايات المتحدة.

## وصلات خارجية
- وينستون موس على موقع مرجع كرة القدم المحترفة.كوم (الإنجليزية)